# Schöndorf (Turingia)
Schöndorf è un comune di 256 abitanti della Turingia, in Germania.
Appartiene al circondario (Landkreis) del Saale-Orla-Kreis (targa SOK) ed è parte della comunità amministrativa (Verwaltungsgemeinschaft) di Ranis-Ziegenrück.